# 天主教丘基班比亞自治監督區
天主教丘基班比亞自治監督區（拉丁語：Praelatura Territorialis Chuquibambillensis）是秘魯一個羅馬天主教自治監督區，屬庫斯科總教區。
監督區於1968年4月26日成立，包括阿普里馬克大區東部三省；2004年時有教友80,000人（佔轄區總人口96.4%）、廿五個堂區和十二名司鐸。現任監督為埃丁松·埃德加爾多·法爾凡-科爾多瓦，榮休監督為道明·貝爾尼-萊昂納迪。